# Hydrovatus mollis
Hydrovatus mollis är en skalbaggsart som beskrevs av Olof Biström 1997. Hydrovatus mollis ingår i släktet Hydrovatus och familjen dykare. Inga underarter finns listade i Catalogue of Life.